# Stor-Strömsjön
Stor-Strömsjön är en sjö i Vindelns kommun i Västerbotten och ingår i Umeälvens huvudavrinningsområde. Sjön har en area på 3,31 kvadratkilometer och ligger 209 meter över havet. Sjön avvattnas av vattendraget Ramsan.

## Delavrinningsområde
Stor-Strömsjön ingår i det delavrinningsområde (711741-166705) som SMHI kallar för Utloppet av Stor-Strömsjön. Medelhöjden är 243 meter över havet och ytan är 33,59 kvadratkilometer. Räknas de 2 avrinningsområdena uppströms in blir den ackumulerade arean 92,51 kvadratkilometer. Ramsan som avvattnar avrinningsområdet har biflödesordning 2, vilket innebär att vattnet flödar genom totalt 2 vattendrag innan det når havet efter 91 kilometer. Avrinningsområdet består mestadels av skog (71 procent) och sankmarker (12 procent). Avrinningsområdet har 3,31 kvadratkilometer vattenytor vilket ger det en sjöprocent på 9,9 procent.